# Turkish-Airlines-Flug 158
Turkish-Airlines-Flug 158 war ein Linienflug der damals noch unter dem Namen Türk Hava Yollari (THY) betriebenen Gesellschaft vom Flughafen Istanbul-Yeşilköy (ab 1985 Flughafen Atatürk) in Istanbul nach Ankara. Am 16. Januar 1983 verunglückte die eingesetzte Boeing 727-200 beim Landeanflug auf den Flughafen Ankara, wobei 47 Passagiere ums Leben kamen.

## Flugverlauf
Die Boeing kam ca. um 22:30 Uhr Ortszeit bei der Landung in Ankara bei Schneegestöber 50 Meter vor der Landebahn auf und fing Feuer. Dabei kamen 47 Passagiere ums Leben. 13 Passagiere sowie die 7 Crewmitglieder überlebten den Unfall.

## Flugzeug
Das Flugzeug führte das Luftfahrzeugkennzeichen TC-JBR und trug den Namen Afyon. Es handelte sich um eine Boeing 727-2F2 (Boeing 727-200 mit dem Boeing-Code F2 für Turkish Airlines).